# Dovyalis caffra

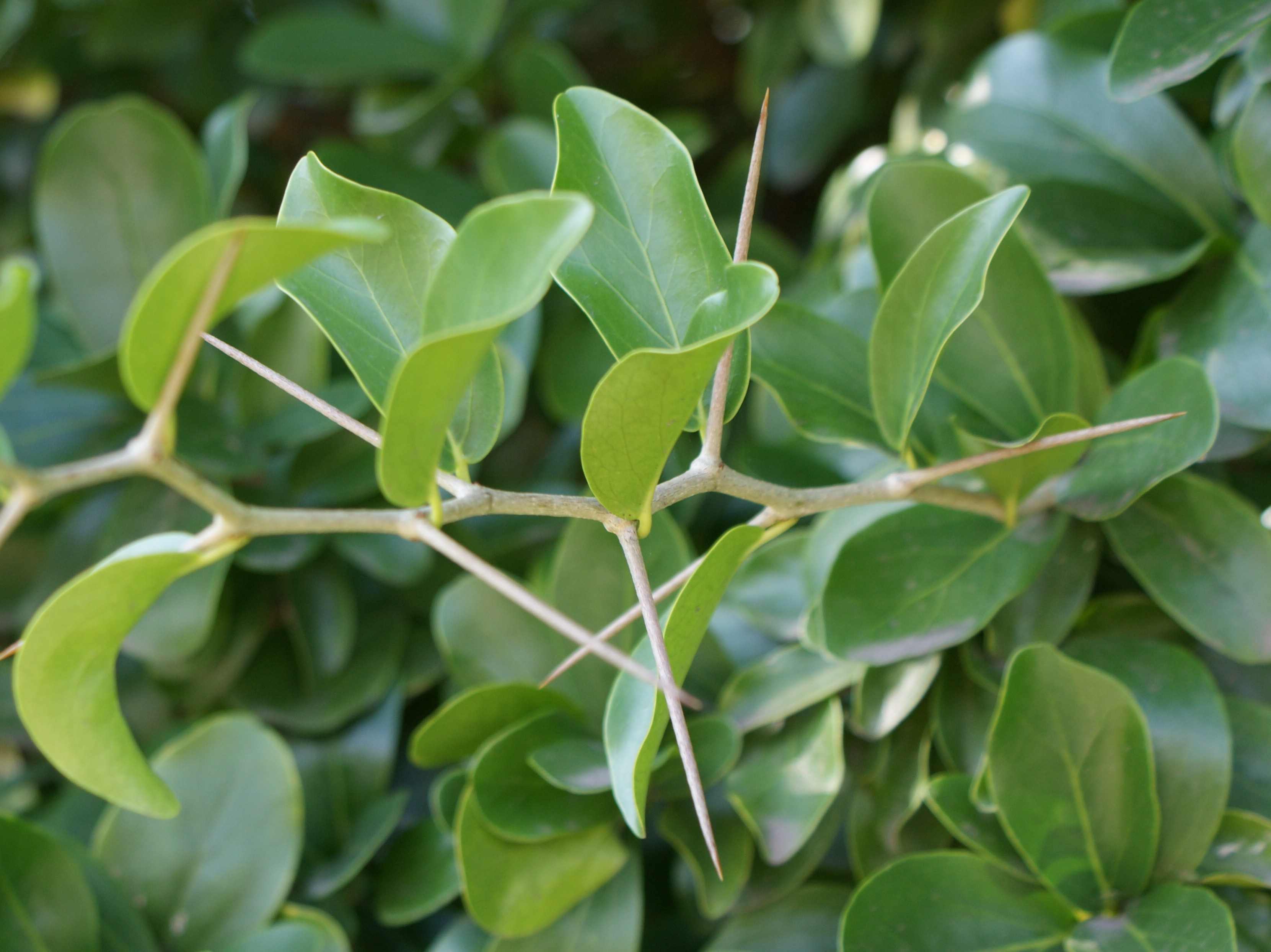
Blätter und Stacheln

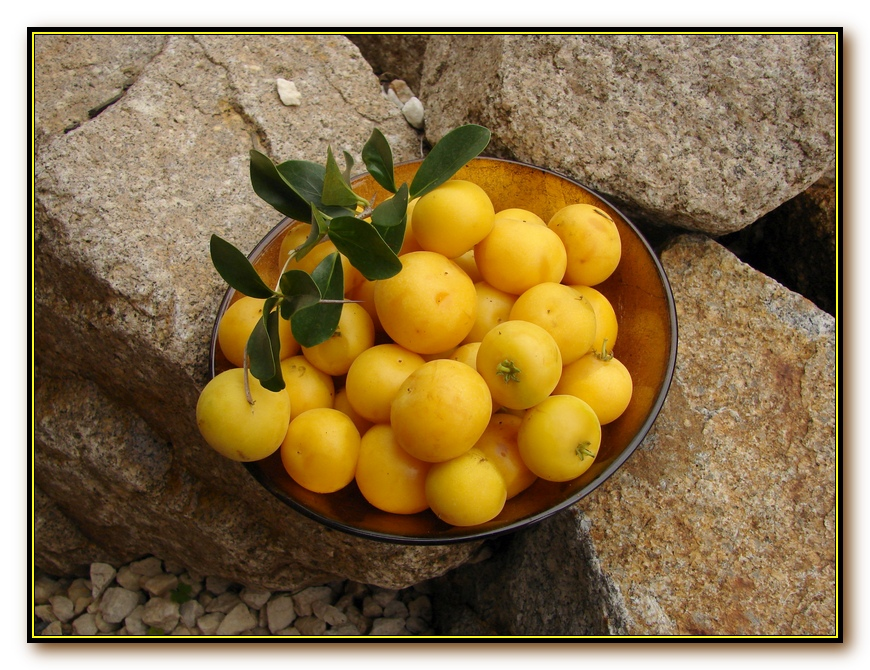
Reife Früchte

Dovyalis caffra oder der Keiapfel ist eine Pflanzenart in der Familie der Weidengewächse aus dem südöstlichen Afrika, von Südafrika bis Simbabwe und Mosambik.

## Beschreibung
Der Keiapfel wächst als trockenheitsresistenter, meist immergrüner, reich verzweigter und dorniger Strauch bis etwa 3–4 Meter hoch oder als kleiner Baum bis zu 8 Meter hoch. Die grau-braune Borke ist im Alter rau und rissig bis schuppig. Die Zweige und Äste sind mit langen, spitzen Dornen bewehrt, die im Alter weniger werden, sie werden bis 5–7 Zentimeter lang.
Die einfachen, kurz gestielten und leicht ledrigen Laubblätter sind wechselständig oder büschelig angeordnet. Sie sind eiförmig bis verkehrt-eiförmig und ganzrandig. An der Spitze sind sie abgerundet bis rundspitzig, seltener eingebuchtet. Die Blätter sind meist kahl und bis 5–6 Zentimeter lang und bis 3 Zentimeter breit.
Dovyalis caffra ist meist zweihäusig getrenntgeschlechtlich diözisch. Die achselständigen Blüten sind eingeschlechtlich und mit einfacher Blütenhülle, die Kronblätter fehlen. Die grün-weißlichen, männlichen Blüten erscheinen in größeren Gruppen, die gelblich-grünen, weiblichen einzeln oder bis zu dritt. Die Blüten sind fünf- bis siebenzählig und kurz gestielt. Die Kelchblätter sind an der Basis verwachsen und kurz behaart. Es sind viele, lange und vorstehende Staubblätter, etwa 15, vorhanden. Der einkammerige Fruchtknoten ist oberständig mit mehreren, ausladenden Griffeln oder Griffelästen. Es ist jeweils ein Diskus vorhanden.
Die rundlichen, gelben und dünnschalige Früchte, Beeren sind bis 4–6 Zentimeter groß. Sie sind meist sehr fein behaart bis glatt, mit etwas gummiger, fester Schale und ihnen haften oft noch Kelchreste an. An der Spitze finden sich oft noch minimale Griffelreste. Das gelbe, saftige, orangig-aprikosige Fruchtfleisch ist sauer. Die Früchte enthalten etwa bis zu 12 haarig-faserige, eiförmige, braune und flache etwa 8–10 Millimeter lange Samen. Der Baum trägt nicht vor dem dritten Lebensjahr Früchte. Die Bestäubung erfolgt durch Insekten und die Reifung der Früchte braucht etwa vier Monate.

## Verwendung
Die Früchte werden roh oder gekocht verwendet. Die dornigen Sträucher werden auch gern als Hecken gepflanzt.